# جائزة بيتينا فون أرنيم
جائزة بيتينا فون أرنيم Bettina-von-Arnim-Preis هي جائزة أدبية للقصة القصيرة, تمنحها مجلة بريجيته Brigitte. ومنحت أول مرة في عام 1992, وكانت تمنح سنويا, إلا أنها وابتداء من عام 1997 تمنح كل سنتين.

## نبذة
تمنح لثلاثة فائزين, فالجائزة الثالثة قيمتها 5000 يورو, والثانية 7500 يورو, والثالثة 12500 يورو.
وقد سميت بذلك تخليدا لاسم بيتينا فون أرنيم, أبرز أديبات الفترة الرومانسية في ألمانيا.
ومن أشهر الفائزين بها, كارين ريشكه ورولاند كوخ ودوريس دوري.